# Аутожир
Аутожир, жироплан или жирокоптер је врста ваздухоплова код којег се вучна сила обезбјеђује вучном или потисном елисом, а узгон са обртним крилом (ротором), без сопственог погона.

## Развој и употреба
Први аутожир је направио Шпанац Хуан Сијерва (Juan de la Cierva) 1922. С њиме 9. јануара 1923. врши пробни лет дужине 183 метра у близини Мадрида. Његов аутожир је имао крила и ротор којим се није могло управљати. Имао је труп сличан авиону, с вучном елисом, а изнад трупа монтиран носач за ротор пречника 12 метара. Мала крила су служила за смјештај контролних површина, заједно с репом.
Даљи развој је довео до аутожира с крилима и управљивим ротором. Ротор је имао покретни кинематски зглоб и ово је омогућавало управљање аутожира по правцу. Овај тип а полијеће тако да се хоризонтални ротор почне окретати под дјеловањем ваздушне струје (од кретања напријед под утицајем вучне елисе). Кад се главни ротор врти довољно брзо (80-150 обртаја у минути), узгон ротора је био довољан да подигне аутожир са земље, и даље се кретао као и авион. Предност је била изузетно мала брзина узлета - 30-40 km/h.
Са аутожиром боље конструкције по имену C-8 Сијерва 1928. посјећује Париз и Лондон. Даљи развој доводи до аутожира без крила, до могућности промјене корака елисе, и тако даље. До Другог свјетског рата је произведено неколико комерцијално успјелих типова у разним земљама, а неки се користе и у Другом свјетском рату. Међутим послије рата углавном се напуштају због развоја хеликоптера.

## Предности и недостаци
Предност аутожира над авионом је мала дужина полијетања и слијетања, велика разлика највеће и најмање брзине лета, сигурност узлијетања. Мане су мала носивост, слаба попречна стабилност, мања брзина лета, теже пилотирање и осјетљивост роторске конструкције.
У односу на хеликоптер, мана му је што не може да полијеће и слијеће вертикално из мјеста, и да лебди у ваздуху на једном мјесту.
Аутожир је послужио као основа за даљи развој хеликоптера и конвертиплана.